# Scania CN94UB
Scania CN94UB – miejski autobus standardowy produkowany przez koncern Scania w Słupsku. Większość produkowanych autobusów jest eksportowana.

## Galeria

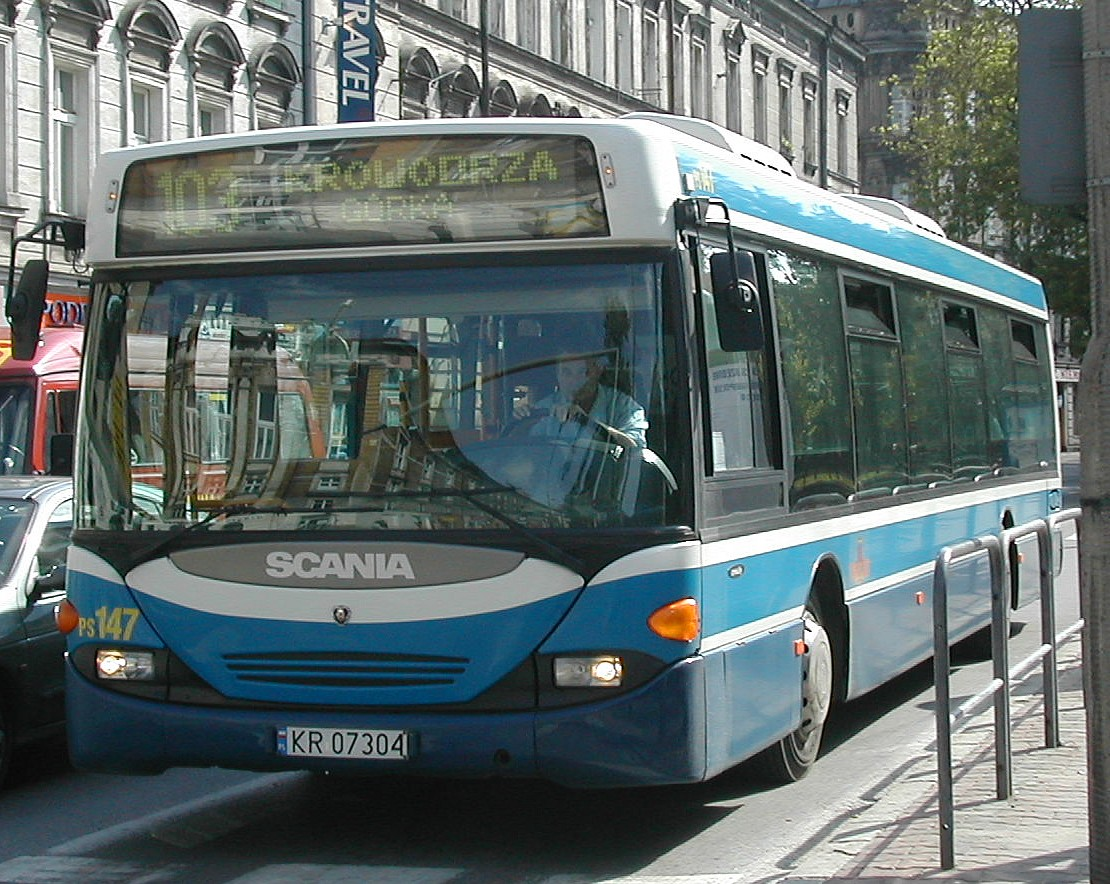
Scania CN94UB na ulicy Dietla w Krakowie
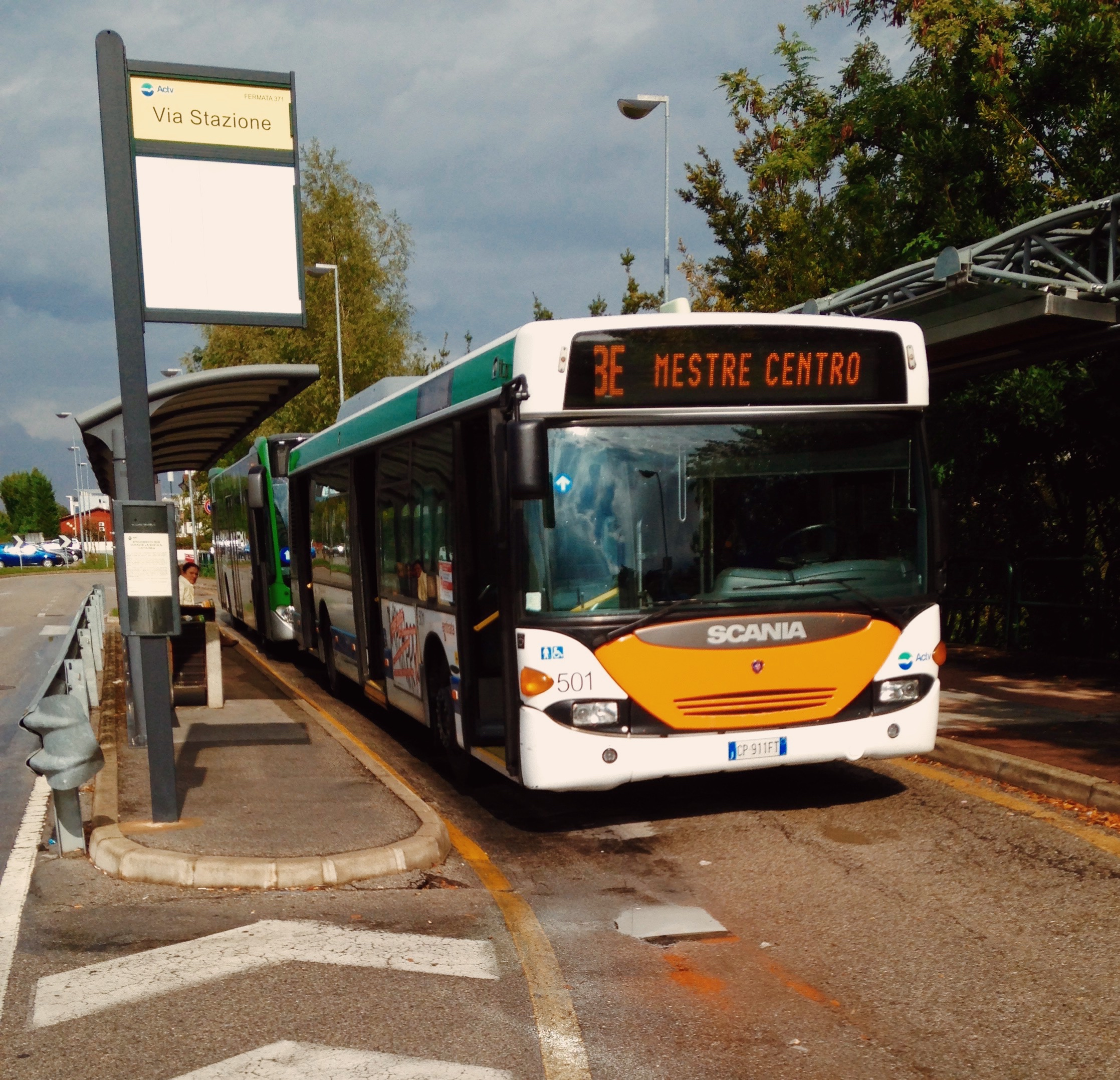
Scania CN94UB w Wenecji
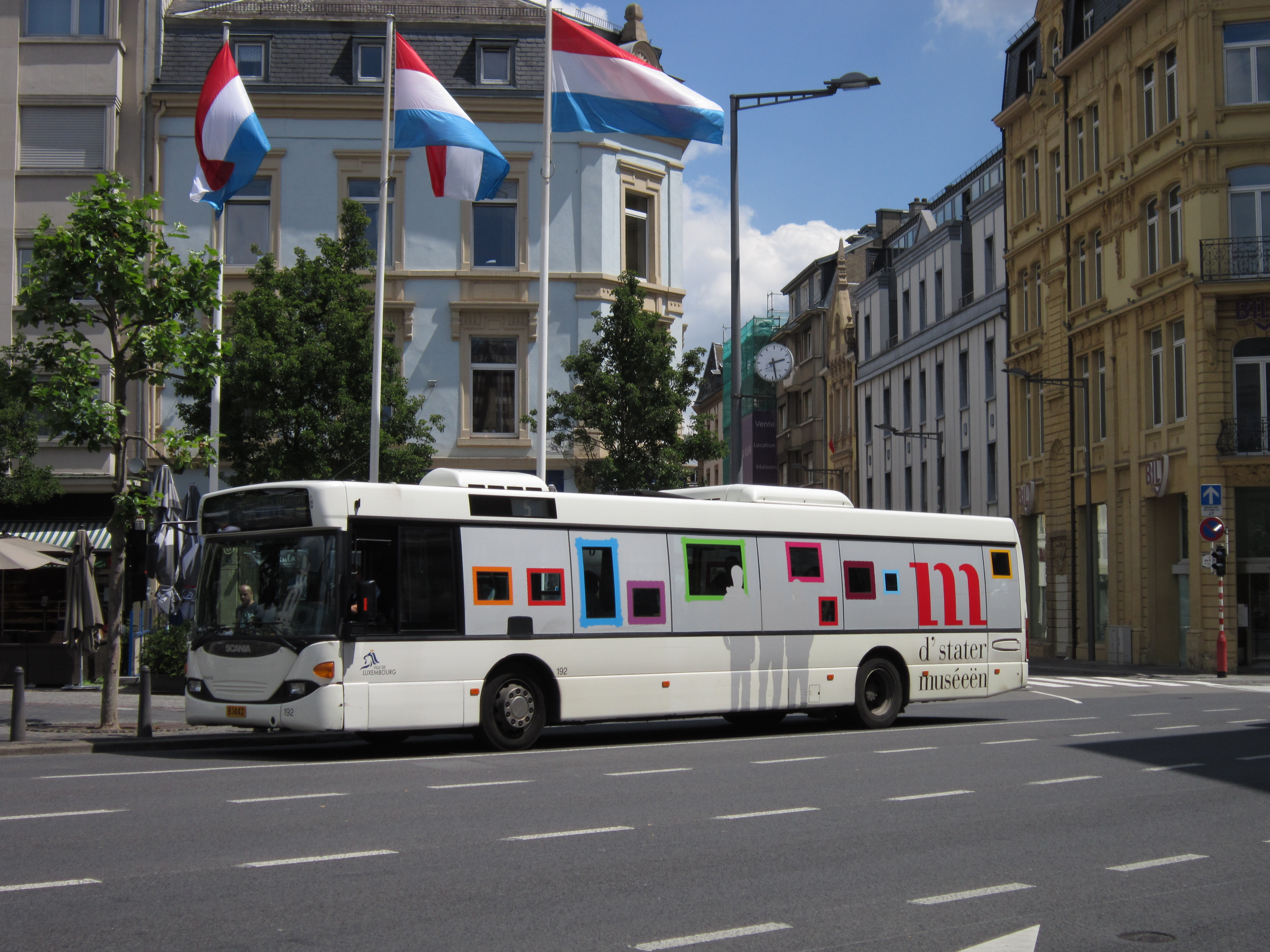
Scania CN94UB w Luksemburgu
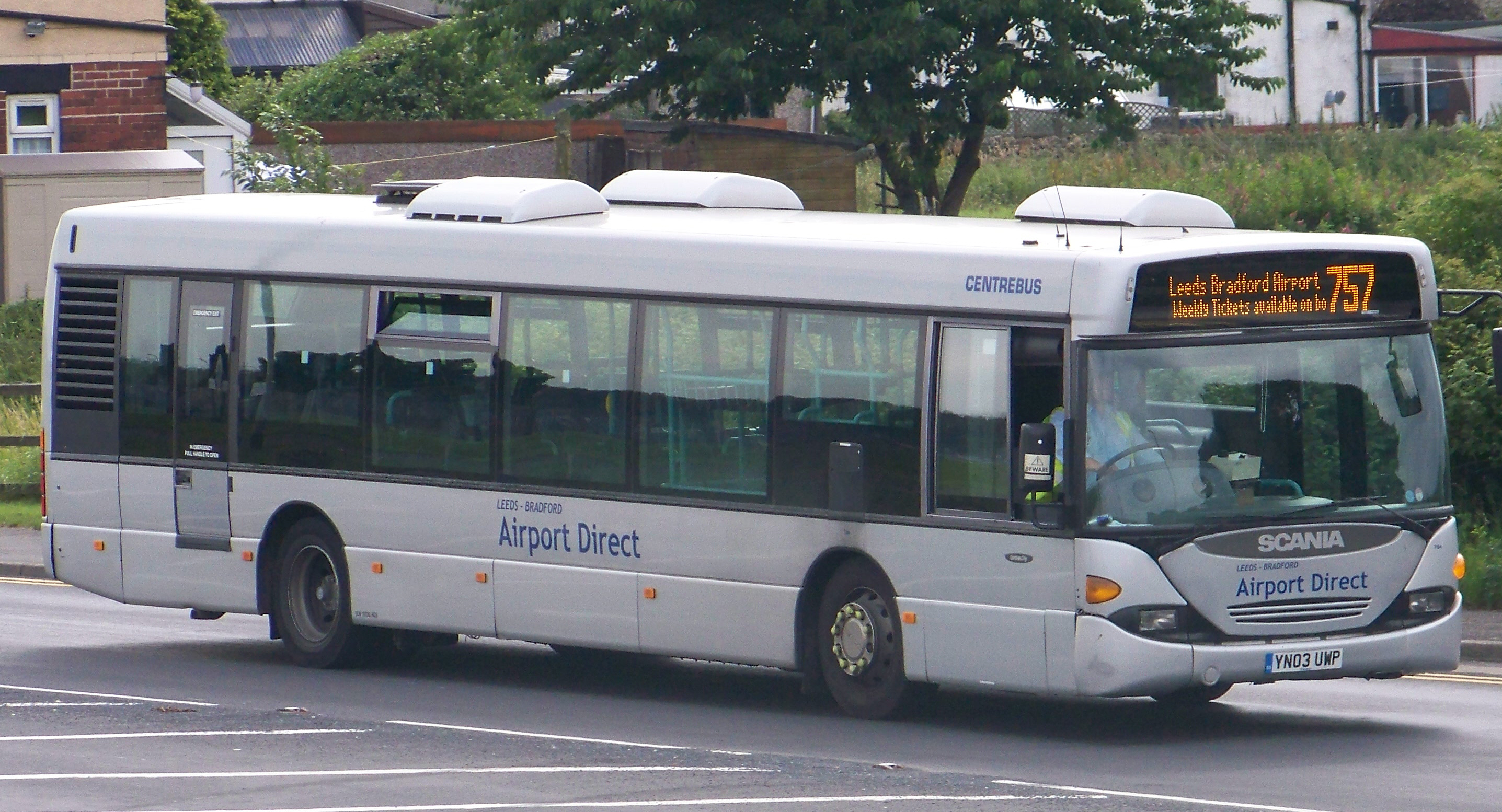
Scania CN94UB przystosowana do ruchu lewostronnego